# Ішим (річка)
Ішим (рос. Ишим) — річка в Казахстані і Росії, ліва притока Іртиша. Довжина 2 450 км, сточище 177 тисяч  км².
Річка бере початок у горах Ніяз; у верхів'ях тече переважно на захід і північний захід, в основному вузькою долиною, має скелясті береги. Нижче Астани долина розширюється. Після Державінська повертає на північ — північний схід. Ще нижче річка виходить на Західно-Сибірську рівнину і тече степом в широкій заплаві із численними старицями, у низов'ях протікає серед боліт. Річка судноплавна вище від Петропавловська на 270 км і від Викулово до гирла. Впадає в Іртиш біля села Усть-Ішим.
Живлення Ішиму снігове. Річка замерзає на початку листопада, скресає у квітні — травні. Найбільш весняне повіддя припадає на травень — червень. У низов'ях річка в повідді розливається до 15 км. Середня витрата за 215 км від гирла — 56,3 м³/сек, найбільша 686 м³/сек.
Основні притоки — Колутон, Жабай, Акканбурлук (праві); Терисаккан (ліва). На річці розташовані Вячеславське й Сергєєвське водосховища. Води Ішиму використаються для водопостачання і зрошення.
Над Ішимом стоять: у Казахстані — Астана, Державінськ, Есиль, Петропавловськ; у Росії — Ішим, Абатське, Вікулово, Каргали, Усть-Ішим.
| Ліві притоки Іртиша | Ліві притоки Іртиша | Ліві притоки Іртиша |
| ------------------- | ------------------- | ------------------- |
| → → Оша →           | → Ішим →            | → Вагай → →         |